# زمین شاهی
زمین شاهی، روستایی است از توابع بخش مرکزی شهرستان مینودشت در استان گلستان ایران.

## جمعیت
این روستا در دهستان قلعه قافه قرار داشته و بر اساس سرشماری سال ۱۳۸۵ جمعیت آن ۲۶۰ نفر (۵۹ خانوار)
بوده‌است.